# Senneçay
Senneçay település Franciaországban, Cher megyében. Lakosainak száma 451 fő (2022. január 1.). Senneçay Levet, Lissay-Lochy, Plaimpied-Givaudins, Saint-Germain-des-Bois, Saint-Just és Vorly községekkel határos.

## Népesség
A település népessége az elmúlt években az alábbi módon változott:
| Lakosok száma | 328  | 258  | 347  | 420  | 460  | 462  | 472  | 468  | 468  | 451  |
|               | 1968 | 1982 | 1990 | 2006 | 2013 | 2015 | 2017 | 2019 | 2020 | 2022 |